# Norm Johnson
Norman Douglas Johnson, detto Norm (Inglewood, 31 maggio 1960), è un ex giocatore di football americano statunitense che ha giocato nel ruolo di placekicker nella National Football League (NFL). Al college ha giocato a football a UCLA.

## Carriera professionistica
Johnson giocò 18 stagioni nella NFL, con Seattle Seahawks (1982–1990), Atlanta Falcons (1991–1994), Pittsburgh Steelers (1995–1998)e Philadelphia Eagles (1999), segnando 1.736 punti che lo pongono al decimo posto di tutti i tempi della storia della lega. La regolarità di Johnson gli fece guadagnare il soprannome di "Mr. Automatic" durante il periodo con i Seahawks.
La miglior stagione di Johnson fu nel 1995 quando guidò la NFL in field goal segnati (34) e tentati (41), segnando tutti e 39 i tentativi di extra-point tentati. Con gli Steelers quell'anno giunse fino al Super Bowl XXX, dopo aver segnato 4 field goal nella vittoria 40-21 nei divisional playoff contro i Buffalo Bills e due field goal nella vittoria 20-16 sugli Indianapolis Colts nella finale della AFC. Segnò anche un field goal da 46 yard nella sconfitta degli Steelers 27-17 nel Super Bowl contro i Dallas Cowboys.

## Vittorie e premi
- (2) Pro Bowl (1984, 1993)
- (2) All-Pro (1984, 1993)
- Formazione ideale del 35º anniversario dei Seahawks

## Statistiche
| Field goal calciati | 366   |
| Field goal segnati  | 477   |
| Percentuale         | 76,7  |
| Punti segnati       | 1.736 |